# Champion Racing
Champion Racing – były amerykański zespół wyścigowy, założony w 1994 roku przez kierowcę rajdowego Dave Maraja jako gałąź przedsiębiorstwa motoryzacyjnego Champion Motors zajmująca się wyścigami samochodowymi. Siedziba zespołu znajdowała się w Pompano Beach na Florydzie. Ekipa startowała głównie w wyścigach długodystansowych, gdzie korzystała z samochodów Audi i Porsche. W historii startów zespół pojawiał się w stawce 12 Hours of Sebring, American Le Mans Series, IMSA GT Series, 24-godzinnego wyścigu Daytona, 24-godzinnego wyścigu Le Mans oraz SCCA Speedvision World Challenge.

## Sukcesy zespołu
- American Le Mans Series

2004 (LMP1) - Audi R8 (JJ Lehto, Marco Werner) oraz tytuł w klasyfikacji zespołów
2005 (LMP1) - Audi R8 (Frank Biela, Emanuele Pirro) oraz tytuł w klasyfikacji zespołów
2006 (LMP1) - Audi R8, Audi R10 TDI (Rinaldo Capello, Allan McNish) oraz tytuł w klasyfikacji zespołów
2007 (LMP1) - Audi R10 TDI (Rinaldo Capello, Allan McNish) oraz tytuł w klasyfikacji zespołów
2008 (LMP1) - Audi R10 TDI (Marco Werner, Lucas Luhr) oraz tytuł w klasyfikacji zespołów
- 24h Le Mans

2005 (LMP1) - AUdi R8 (JJ Lehto, Marco Werner, Tom Kristensen)